# Susanna M. Salter

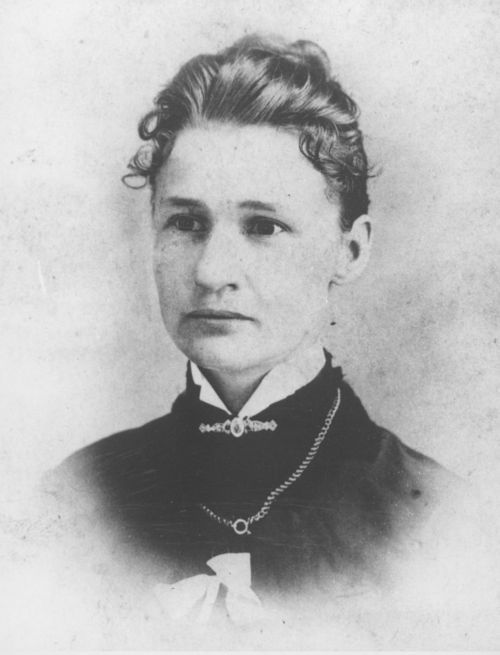
Susanna M. Salter (1887)

Susanna Madora Salter (* 2. März 1860 als Susanna Madora Kinsey bei Lamira, Belmont County, Ohio; † 17. März 1961 in Norman, Oklahoma) war eine US-amerikanische Politikerin (Prohibition Party). Sie war von 1887 bis 1888 Bürgermeisterin der Stadt Argonia im Bundesstaat Kansas und somit die erste Frau, die in den Vereinigten Staaten einen Bürgermeisterposten bekleidete.

## Leben
Susanna M. Salter wurde 1860 in der Nähe des Dorfes Lamira im Richland Township im Osten des Bundesstaates Ohio geboren. Ihre Eltern Oliver Kinsey und Terissa Ann geb. White gehörten dem Quäkertum an und waren die Nachfahren britischer Einwanderer. Im Alter von zwölf Jahren zog Salter mit ihren Eltern auf eine Farm in Silver Lake (Kansas). 1878 begann sie ein Studium am Kansas State Agricultural College, der heutigen Kansas State University, an der sie Lewis Allison Salter, den Sohn des damaligen Vizegouverneurs von Kansas, Melville J. Salter, kennenlernte. Sie heirateten im September 1880 und zogen zusammen nach Argonia. Susanna Salter wurde Mutter von insgesamt neun Kindern. In Argonia wurde sie bald politisch aktiv und schloss sich der Woman’s Christian Temperance Union und der Prohibition Party an. 1885 wurde Argonia inkorporiert und Salters Vater zum ersten Bürgermeister der Stadt.
Am 4. April 1887 wurde Susanna Salter überraschend zur Bürgermeisterin von Argonia gewählt. Nominiert für die Wahl wurde sie von einer Gruppe von 20 Männern, die Salter eigentlich mit einer Wahlniederlage hatten bloßstellen und damit erreichen wollen, dass sich Frauen nicht mehr für politische Ämter bewerben. Erst kurz zuvor hatte der Bundesstaat Kansas das Frauenwahlrecht eingeführt. Salter selbst wusste bis zur Wahl nicht, dass sie für diese nominiert worden war. Die Woman’s Christian Temperance Union zog am Wahltag ihren favorisierten Kandidaten zurück, alle Mitglieder der Vereinigung stimmten für Salter. Sie erhielt ebenfalls Unterstützung durch die Republikanische Partei, sodass sie mit einer Zwei-Drittel-Mehrheit in das Bürgermeisteramt gewählt wurde. Dadurch erlangte Salter überregionale Bekanntheit. Ihre Amtszeit selbst war relativ ereignislos. Salter verfügte ein Verbot zum Konsum von Apfelschaumwein und ähnlichen alkoholischen Getränken in der Stadt, ansonsten wälzte sie politische Entscheidungen zum Teil auch auf männliche Stadtratsmitglieder ab. Nach einem Jahr im Amt trat sie 1888 wieder zurück.
Nach ihrer Amtszeit lebte Salter bis 1893 in Argonia, danach kaufte ihr Ehemann Land im damaligen Oklahoma-Territorium und die Familie zog nach Alva um. Zehn Jahre später erfolgte ein erneuter Umzug nach Augusta, wo Lewis Salter als Anwalt arbeitete. Später lebte Susanna Salter in Carmen. Nach dem Tod ihres Ehemannes im Jahr 1916 zog Salter nach Norman, wo sie den Rest ihres Lebens verbrachte. Sie starb am 17. März 1961, kurz nach ihrem 101. Geburtstag, und wurde neben ihrem Mann auf dem Friedhof von Argonia beerdigt.

## Sonstiges

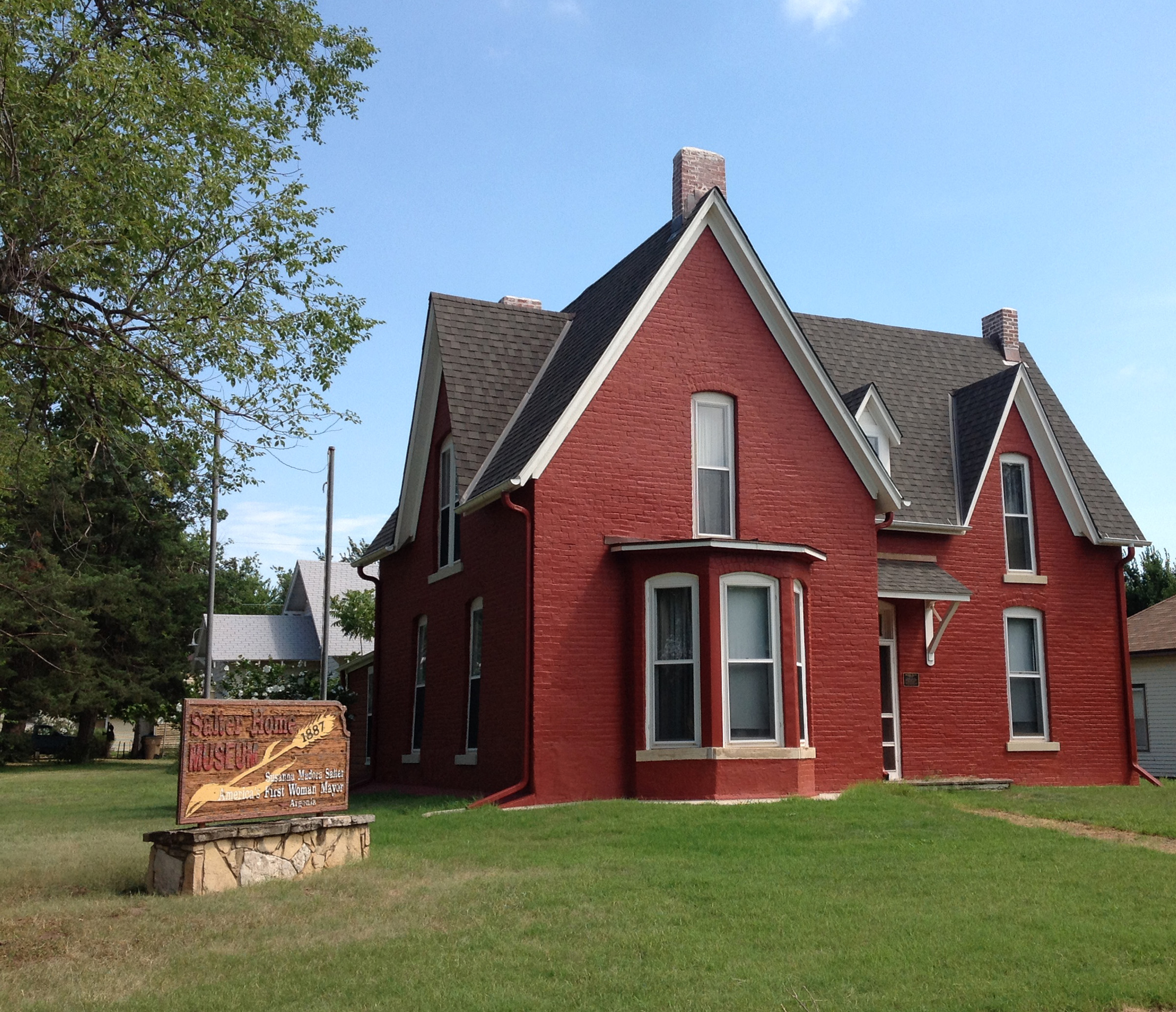
Susanna Salters Wohnhaus in Argonia

Einer der Söhne von Susanna Salter wurde am 13. Februar 1883 in Argonia geboren und war somit das erste in der Stadt geborene Kind. Das Haus in Argonia, in dem Susanna Salter während ihrer Amtszeit lebte, wurde im September 1971 in das National Register of Historic Places aufgenommen.